# فصل هفتم منشور ملل متحد
فصل هفتم منشور ملل متحد (انگلیسی: Chapter VII of the United Nations Charter) اختیارات شورای امنیت سازمان ملل را برای حفظ صلح بیان می‌کند؛ و به این شورا اجازه می‌دهد تا «وجود هرگونه تهدیدی برای صلح، نقض صلح یا اقدام تجاوزگرانه» را تعیین کند و اقدامات نظامی و غیرنظامی را برای «برقراری صلح و امنیت بین‌المللی» انجام دهد.
طبق فصل هفتم منشور سازمان ملل متحد شورا قدرت زیاد و گسترده‌ای برای ارزیابی تصمیم‌های گرفته شده در وضعیتهای «تهدید صلح جهانی، تخطی از رویه‌های صلح، یا اعمال خشونت و زور» در سطح جهانی دارد. در چنین وضعیت‌هایی، کار شورا محدود به توصیه نمی‌شود و می‌تواند اقدامات جدی مانند استفاده از نیروهای مسلح نظامی برای نگهداری یا بازگرداندن صلح و امنیت جهانی  انجام دهد. شورای امنیت پس از بیان دقیق کیفیت حقوقی یک وضعیت و قبول آن به عنوان تهدیدی برای صلح یا نقض صلح یا عملی تجاوزگرانه ابتدا تصمیمات موقتی اخذ می‌کند (تصمیم‌هایی که جنبهٔ غیرنظامی دارد) تا از پیچیده‌تر شدن اوضاع جلوگیری نماید. سپس در صورت نیاز، می‌تواند مجازات‌هایی از قبیل قطع کامل یا جزئی روابط اقتصادی، ارتباطات زمینی، هوایی، دریایی، دریایی، پستی، تلگرافی، بی‌سیمی و دیگر وسایل ارتباطی و همچنین قطع روابط دیپلماتیک را در نظر بگیرد و تمام دولت‌های عضو سازمان موظف‌اند آن‌ها را اجرا نمایند.

چنانچه شورای امنیت تشخیص دهد که اقدامات پیش‌بینی شده در مادهٔ ۴۱ (مجازات‌های دیپلماتیک و اقتصادی) در حد کافی نبوده می‌تواند از نیروهای نظامی، هوایی و دریایی یا هر وسیلهٔ دیگری که برای حفظ یا برقراری صلح و امنیت بین‌المللی لازم است (تصمیمات نظامی) علیه دولت یا دولت‌های تهدیدکننده صلح، یا ناقض صلح، یا متجاوز استفاده نماید.
این مورد اساس دخالت و اقدام نظامی سازمان ملل متحد در کره در سال ۱۹۵۰ در طی جنگ کره و استفاده از نیروهای چند ملیتی در عراق و کویت در سال ۱۹۹۱، اقدام نیروهای بین‌المللی علیه القاعده در افغانستان در سال ۲۰۰۱ و اقدام نیروهای بین‌المللی در لیبی در سال ۲۰۱۱ می‌باشد. تصمیمات متخذه تحت بخش هفتم، مانند تحریم اقتصادی با توافق اعضای سازمان ملل متحد صورت می‌گیرد.(عراق در 4 اسفند 1400 از ذیل بند هفتم منشور سازمان ملل خارج شد) همچنین شورا می‌تواند طبق فصل ۷ منشور، افراد متهم به نقض قوانین بشردوستانه و حقوق بشر بین‌المللی را در دادگاه‌های بین‌المللی محاکمه و تحت پیگرد قرار دهد. کشورهای عضو شورای امنیت سازمان ملل در روز ۲ دی ۱۳۹۳ (۲۳ دسامبر ۲۰۱۴) توافق کردند که دربارهٔ وضعیت حقوق بشر در کره شمالی به رایزنی بپردازند. به رغم مخالفت روسیه و چین، برای نخستین بار، وضعیت حقوق بشر در یک کشور به موضوع بحث در شورای امنیت بدل شد. مجمع عمومی سازمان ملل هم کره شمالی را به اتهام ارتکاب جنایت علیه بشریت به دادگاه کیفری بین‌المللی ارجاع داد.

رهبران کشورهای جهان در اجلاس جهانی سران ۲۰۰۵ اعلام کرده‌اند:

 جامعهٔ بین‌المللی از طریق سازمان ملل، مسئولیت دارد از ابزارهای مناسب دیپلماتیک، انسان‌دوستانه و امکانات دیگر مطابق فصل ۶ و ۷ منشور برای کمک به محافظت از جمعیت‌ها (افراد غیرنظامی) در برابر کشتار جنگی، جنایات جنگی، پاکسازی قومی و جنایت علیه بشریت سود برد. در این‌زمینه ما رهبران آماده‌ایم در صورتی‌که روش‌های مسالمت‌آمیز ناکافی باشد و مسئولان ملی آشکارا در محافظت از مردم خود در خصوص این جرایم بین‌المللی کوتاهی کنند، اقدام دسته‌جمعی به عمل آوریم. 
سازمان ملل متحد از خیلی از سوءتفاهمات منجر به خشونت و ظلم جهانی که ممکن بود به برخورد گسترده‌تری منجر شود، جلوگیری کرده‌است. این شورا راه‌هایی را برای مذاکره و تفاهم از طریق سرویس‌های خود به عنوان مرکزی برای بحث و گفتگو، مذاکره و توافق، همانند گروه‌ها و نهادهای جویای حقیقت تحت سرپرستی سازمان ملل متحد، میانجی‌ها و حافظان صلح و آتش‌بس ارائه کرده‌است. نیروهای حافظ صلح سازمان ملل متحد با استفاده از سربازان و تجهیزات فراهم شده توسط کشورهای عضو به رغم بعضی عدم موفقیت‌ها در بیشتر مواقع قادر به محدود ساختن یا جلوگیری از برخورده بوده‌اند. اما باوجود این، ثابت شده‌است، حل و فصل بعضی برخوردها فراتر از حد توان سازمان ملل متحد بوده‌اند. رمز موفقیت تلاش‌های حافظان صلح سازمان ملل متحد، علاقه‌مندی و تمایل طرف‌های درگیر در یک برخورد برای مذاکره مسالمت‌آمیز از طریق اقدامات دیپلماتیک بوده‌است.
شورا می‌تواند اتباع کشورهایی را که به عضویت دیوان بین‌المللی کیفری درنیامده‌اند برای بازجویی و محاکمه فرابخواند.